# Elmidae

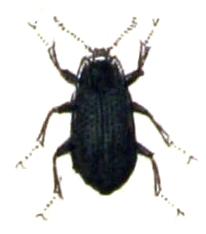
Elmis aenea

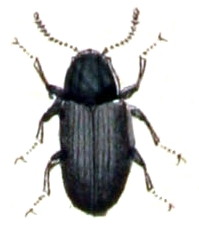
Limnius volckmari

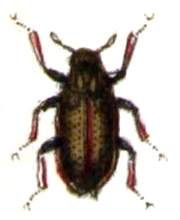
Potamophilus acuminatus

Die Elmidae, deutsch (gemeinsam mit den nahe verwandten Dryopidae) oft als Hakenkäfer oder Klauenkäfer bezeichnet, sind eine im Süßwasser (aquatisch) lebende, weltweit verbreitete Käferfamilie der Polyphaga. Sie umfassen 1330 beschriebene Arten (Stand: 2008).

## Merkmale
Die Käfer sind klein, zwischen etwas weniger als ein Millimeter bis zu gut zehn Millimeter lang, die meisten Arten zwischen zwei und drei Millimeter. Ihr Körperumriss ist in der Regel oval, manchmal langgestreckt mit parallelen Körperseiten. Der Kopf ist etwas in den Prothorax zurückgezogen (meist bis zu den Augen) und von unten durch einen halbkreisförmigen Vorsprung des Prosternums geschützt, die Mundwerkzeuge sind nach unten gerichtet, nie nach vorn vorgestreckt. Die Antennen sind in der Regel elfgliedrig (selten auf bis zu sieben Glieder reduziert) und einfach fadenförmig oder schwach zur Spitze hin gekeult. Dies ist das wichtigste äußerliche Unterscheidungsmerkmal der europäischen Arten zur sehr ähnlichen Familie Dryopidae, bei der meist alle Fühlerglieder vom dritten an zu einer spindelförmigen, einseitig gezähnten Keule zusammengezogen sind (allerdings kommen bei außereuropäischen Gattungen auch bei den Elmidae Fühlerkeulen vor). Der Halsschild ist oberwärts gewölbt, an den Seiten gekielt und trägt bei vielen Gattungen und Arten charakteristische Kiele oder Rinnen auf der Oberseite, deren Vorhandensein und Form sehr wichtig bei der Artbestimmung ist. Auch die Flügeldecken können solche Kiele tragen. Die Flügeldecken laufen in Ruhestellung meist spitzoval nach hinten aus und tragen Längsreihen aus Punktgruben. Die meisten Arten tragen vollständige, häutige Hinterflügel und sind flugfähig, es kommen aber wenige Arten mit verkürzten Flügeln vor. Wichtigster Unterschied zur Familie Dryopidae ist die Form der weiblichen Genitalien. Diese sind nicht wie bei den Dryopidae zu einem Legestachel ausgezogen, sondern meist kürzer und weich sklerotisiert mit paarigen Vorsprüngen (oft Spinngriffel genannt, aber vermutlich Sinnesorgane). Dis männlichen Genitalien sind dreiteilig mit zentralem Aedeagus und zwei seitlichen Parameren, sie sind meist bei der Artbestimmung wesentlich.
Charakteristisch für die Familien Elmidae und Dryopidae ist der Bau der Beine. Diese sind immer kräftig und als Klammerbeine ausgebildet, die Käfer besitzen kein Schwimmvermögen. An den fünfgliedrigen Tarsen ist das letzte Glied auffallend vergrößert, oft länger als die vier anderen Glieder zusammengenommen. An seiner Spitze sitzen zwei vergrößerte, spitze Krallen. Dies hat den Tieren ihre deutschen Namen Haken- oder Klauenkäfer eingebracht. Die Beine sind bei einigen außereuropäischen Gattungen stark vergrößert, die Beinlänge kann bei ostasiatischen Arten der Gattung Ancyronyx die Körperlänge überschreiten. Dies hat diesen Käfern den populären Namen „Spinnenkäfer“ eingebracht.
Die Elmidae sind meist einfarbig schwarz gefärbt. Einige Arten zeigen einen metallischen Blauschimmer. Bei zahlreichen Arten ist eine markante, gelbe Farbzeichnung aus Flecken und Binden vorhanden, die als Warntracht gedeutet wird. Wenige Arten haben gelbbraune oder rötliche Grundfarbe.
Charakteristisch für die Elmidae und die Dryopidae ist ihre Plastron-Atmung. Dazu sind die Unterseite einschließlich der Beine (Elminae) oder die gesamte Körperoberfläche (Larainae) mit einem außerordentlich dichten Besatz sehr kurzer, hakenförmiger Haare besetzt und durch Wachsüberzüge unbenetzbar. Die Haare können so klein sein, dass sie nur im Elektronenmikroskop aufgelöst werden können. Unter Wasser tragen die Tiere einen Luftblase unter den Flügeldecken mit sich. Der mit Haaren überzogene Bereich ist von einem Luftfilm überzogen, der mit dem Reservoir in Verbindung steht, dadurch sieht er bei Betrachtung im Wasser silbrigweiß aus. Aus dem Luftüberzug kann Kohlendioxid heraus und Sauerstoff eindiffundieren und so den Luftvorrat erneuern (deshalb sind die Tiere auf sauerstoffreiches Wasser angewiesen). Da Kohlendioxid in Wasser erheblich besser löslich ist als Sauerstoff, sinkt sein Partialdruck im Luftüberzug, dadurch würde normalerweise die Blase immer kleiner und der Luftvorrat irgendwann aufgebraucht. Durch die besondere Gestaltung des Integuments kann die Blase aber auch bei Unterdruck bestehen bleiben (sie wird durch die Borsten quasi abgestützt). Deshalb brauchen die Käfer nicht, wie z. B. alle Schwimmkäfer (Dytiscidae), den Luftvorrat an der Oberfläche erneuern, sondern können ihr ganzes Imaginalleben hindurch untergetaucht bleiben. Bei einigen Arten der Larainae ist das Plastron weniger vollkommen ausgebildet, diese tragen unter Wasser eine größere Luftblase mit sich und müssen gelegentlich ihren Luftvorrat erneuern.

## Larven
Die gestreckten, bis 16 mm langen Larven sind wie die Imagines gut sklerotisiert. Sie sind meist parallelseitig und langgestreckt, bei einigen Arten (z. B. der Gattung Elmis) ist der Körper seitlich blattförmig verbreitert, so dass sich ein dreieckiger Körperquerschnitt bildet. Die abgeplatteten Larven leben meist auf der Oberfläche von Steinen, diejenigen mit rundem Körperquerschnitt eher eingegraben oder im Lückensystem der Gewässersohle. Sie tragen drei, meist recht kurze Beinpaare und können wie die Imagines nicht schwimmen. Sie atmen durch Kiemenschläuche am Hinterleibsende, die meist ausstülp- und einziehbar und durch einen „Operculum“ genannten Kiemendeckel geschützt sind, das ein Krallenpaar trägt und damit seine Herkunft als abdominales Extremitäten-Paar zeigt.

## Lebenszyklus
Alle Elmidae legen ihre Eier im Wasser ab und leben als Larven unter Wasser. Auch die Imagines sind weit überwiegend wasserlebend. Bei den Larainae gibt es einige Arten, die als Imagines permanent oder zeitweise außerhalb des Wassers anzutreffen sind. Diese leben aber dann immer in unmittelbarer Wassernähe, meist sogar im Bereich des Wasserspiegels.
Die Elmidae legen ihre Eier, soweit bisher bekannt, einzeln oder in kleinen Gelegen festgekittet an der Oberfläche von Steinen oder Holz im Wasser ab. Die nach 5 bis 15 Tagen schlüpfenden Larven durchlaufen je nach Art fünf bis acht Larvenstadien. Die Larven sitzen meist auf der Oberfläche von Steinen oder anderem Hartsubstrat und schaben den organischen Aufwuchs (Periphyton) aus Algen und anderen Organismen auf der Oberfläche ab. Einige Arten sind spezialisiert auf besondere Substrate, z. B. Kalktuff (Travertin), der aus kalkgesättigtem Bach- oder Quellwasser ausfällt. Diese können als Imagines so mit Kalk überkrustet sein, dass sie wie kleine Steine aussehen. Wenige Arten, z. B. die nordamerikanische Lara avara, ernähren sich von untergetauchtem Totholz, in das sie lange oberflächliche Galerien graben. Auf diesem energiearmen Nahrungssubstrat benötigen sie vier bis sechs Jahre, um sich zur Imago zu entwickeln, der imaginale Käfer lebt dann nur etwa drei Wochen. Einige andere Arten wurden im Labor als Imagines aber bis zu zehn Jahren lebend gehalten. Die meisten Elmidenarten besitzen aber einen einjährigen Entwicklungszyklus (univoltin oder monovoltin). Manchmal benötigen nördliche Populationen derselben Art länger für die Entwicklung. 
Alle Arten verpuppen sich außerhalb des Wassers. Dazu graben sie sich eine kleine Höhlung ins Erdreich oder unter Moospolstern in Ufernähe, manche Arten warten dazu einfach den sommerlich sinkenden Wasserspiegel ab und verpuppen sich im trockenfallenden Gewässerbett. Andere besitzen erweiterbare Tracheenblasen, mit deren Hilfe sie zur Wasseroberfläche aufsteigen und sich irgendwo ans Ufer treiben lassen können. Die Puppen tragen zwei lange und steife fadenartige Fortsätze am Pronotum und normalerweise zwei Paar Haken am Hinterende. Die ausschlüpfenden Käfer laufen normalerweise nicht direkt zum Wasser, sondern führen vorher einen Dispersionsflug durch. Sie erkennen Gewässer an den Reflexionseigenschaften, wie sich aus irrtümlich auf Autolack oder anderen Oberflächen mit ähnlichen Eigenschaften gelandeten Individuen ergibt. Fliegende Individuen fast aller Arten können mit Fensterfallen gefangen werden. Ist ein geeignetes Gewässer erreicht, tauchen die Käfer unter. Sie verlassen zumindest in der Unterfamilie Elminae das Wasser nie mehr freiwillig und können normalerweise nicht mehr selbsttätig untertauchen, wenn sie ausgetrocknet wurden.

## Lebensweise
Imaginale Elmidae ernähren sich ebenso wie die Larven von Algen und sonstigem Detritus, selten von lebenden Makrophyten. Die meisten Arten leben in strömendem Wasser, nur wenige ziehen ruhigere Gewässer vor. Einige wenige Arten leben im Bereich der Uferlinie amphibisch, andere im Wellenschlagbereich von Seen. Auch Arten stehender Gewässer sind meist auf Wasserbewegungen angewiesen und kommen nicht in tieferen Wasserschichten vor, die maximal erreichte Wassertiefe ist etwa zehn Meter in wenigen Seen. Die meisten Arten sind Strömungsspezialisten und bevorzugen schnell fließende Gewässer.
Innerhalb der Familie existieren einige Arten mit besonderen Anpassungen. So gibt es spezialisierte Arten z. B. in Thermalquellen. Sehr wenige Arten sind auf unterirdische Gewässer spezialisiert (stygobiont), in der gesamten Paläarktis bisher z. B. nur eine einzige Art, die in Marokko gefunden wurde. In fließenden Gewässern kommen sie vom Quellbach bis in große Ströme vor, wobei die durchschnittliche Artenzahl mit der Gewässergröße ansteigt. Auch nach Süden hin steigt die Artenzahl sowohl in Europa wie auch weltweit an. Innerhalb der Tropen sind Fließgewässer aller Art artenreich besiedelt. Obwohl die meisten Arten Hartsubstrate wie Steine bevorzugen, gibt es auch auf Sand und andere Feinsubstrate spezialisierte Arten.
Elmidae und ihre Larven werden zur Beute von Fischen. Ihr Anteil im Darminhalt ist aber in der Regel geringer als ihr Individuenanteil im Makrozoobenthos, so dass ihre Bedeutung als Fischnährtiere eher gering ist. Während einige nordamerikanische Arten mit gelber Warnzeichnung von Prädatoren im Nahrungswahlversuch verschmäht wurden, werden die europäischen Arten z. B. von Forellen ohne Zögern gefressen. 
Elmidae gelten als Zeiger-Organismen für gute Wasserqualität, viele sind Leitarten mit niedrigem Saprobienindex im Rahmen des Saprobiensystems, d. h. Zeiger für organisch unverschmutzte Gewässer. In mäßig organisch belasteten Gewässern können einige Arten überdauern, wenn die Strömung rasch genug ist. Eine Reihe von Arten sind Habitatspezialisten, z. B. auf Quelltuff oder Totholz, diese Arten werden als Indikatorarten im Rahmen der Fließgewässertypisierung eingesetzt, einige Arten sind Indikatorarten für gute oder sehr gute Gewässerqualität im Rahmen des europäischen Bewertungsverfahrens PERLODES.

## Systematik
Die Elmidae wurden früher oft als Unterfamilie der mit ihnen nahe verwandten Dryopidae geführt, für beide morphologisch sehr ähnliche Familien werden die deutschen Namen „Klauenkäfer“ oder „Hakenkäfer“ verwendet. Wissenschaftliche Synonyme für den Familiennamen Elmidae sind u. a. Helmidae, Elminthidae und Limniidae. Der Name der Familie leitet sich von der Gattung Elmis Latreille, 1802 ab. Bedeutung und Ursprung dieses Namens sind unbekannt. Die Monophylie der Familie wurde nicht aktuell getestet, ihr Verhältnis zu den Dryopidae und einer Reihe weiterer Familien (Heteroceridae, Helocharididae) ist nicht abschließend geklärt.
Die Elmidae werden meist in die Überfamilie Byrrhoidae eingeordnet, gelegentlich mit den untereinander vermutlich näher verwandten aquatischen Familien dieser Überfamilie auch in eine eigene Überfamilie Dryopoidea, die dann Schwestertaxon der Byrrhoidea wäre. Man teilt sie in zwei Unterfamilien, die Larainae (Synonyme: Larinae, Potamophilinae) und die Elminae.
Folgende Liste enthält die 54 europäischen Arten der Elmidae nach „Fauna Europaea“ (2007):
Unterfamilie Elminae
- Dupophilus brevis Mulsant & Rey 1872
- Elmis aenea (Müller 1806)
- Elmis bosnica Zaitzev 1908
  - Elmis bosnica bosnica Zaitzev 1908
  - Elmis bosnica tenuis Berthélemy 1979
- Elmis latreillei Bedel 1878
- Elmis maugetii Latreille 1798
  - Elmis maugetii fossulata (Kuwert 1890)
  - Elmis maugetii maugetii Latreille 1798
- Elmis obscura (Müller 1806)
- Elmis perezi Heyden 1870
- Elmis rietscheli Steffan 1958
- Elmis syriaca (Kuwert 1890)
  - Elmis syriaca zoufali Reitter 1910
- Esolus angustatus (Müller 1821)
- Esolus berthelemyi Olmi 1975
- Esolus brevis Kuwert 1890
- Esolus czwalinae Kuwert 1889
- Esolus parallelepipedus (Müller 1806)
- Esolus pygmaeus (Müller 1806)
- Grouvellinus caucasicus (Motschulsky 1839)
- Limnius colchicus Delève 1963
- Limnius intermedius Fairmaire 1881
- Limnius muelleri (Erichson 1847)
- Limnius opacus Müller 1806
- Limnius perrisi (Dufour 1843)
  - Limnius perrisi carinatus (Pérez-Arcas 1865)
  - Limnius perrisi perrisi (Dufour 1843)
- Limnius sulcipennis Fairmaire 1881
  - Limnius sulcipennis damryi Fairmaire 1881
  - Limnius sulcipennis sulcipennis Fairmaire 1881
- Limnius volckmari (Panzer 1793)
- Macronychus quadrituberculatus Müller 1806
- Normandia nitens (Müller 1817)
- Normandia sodalis (Erichson 1847)
- Oulimnius bertrandi Berthélemy 1964
- Oulimnius cyneticus Berthélemy 1980
- Oulimnius echinatus Berthélemy 1979
- Oulimnius fuscipes (Reiche 1879)
- Oulimnius major (Rey 1889)
- Oulimnius rivularis (Rosenhauer 1856)
- Oulimnius troglodytes (Gyllenhal 1827)
- Oulimnius tuberculatus (Müller 1806)
  - Oulimnius tuberculatus perezi (Sharp 1872)
  - Oulimnius tuberculatus tuberculatus (Müller 1806)
- Riolus cupreus (Müller 1806)
- Riolus illiesi Steffan 1958
- Riolus subviolaceus (Müller 1817)
- Riolus syriacus (Allard 1868)
- Stenelmis canaliculata (Gyllenhal 1808)
- Stenelmis consobrina Dufour 1835
- Stenelmis puberula Reitter 1887

Unterfamilie Larainae
- Potamophilus acuminatus (Fabricius 1792)